# Schizochilus zeyheri
Schizochilus zeyheri là một loài thực vật có hoa trong họ Lan. Loài này được Sond. miêu tả khoa học đầu tiên năm 1846.